# Barbacha
Barbacha es un municipio (baladiyah) de la provincia o valiato de Bugía en Argelia. En abril de 2008 tenía una población censada de 16 901 habitantes.
Se encuentra ubicado al norte del país, en la región de Cabilia, al este de Argel y junto a la costa del mar Mediterráneo.

## Historia
Después de la Primavera Negra de 2001 en Argelia, los residentes del área comenzaron a volverse cada vez más hostiles hacia el gobierno y la policía. A menudo participan en ataques incendiarios contra tribunales locales, oficinas gubernamentales, oficinas de partidos políticos, centros de asistencia social y comisarías de policía  bajo el lema "¡No nos pueden matar, ya estamos muertos!" junto a bloqueos de carreteras y huelgas. La policía, la gendarmería y el ejército fueron expulsados de la región y desde entonces Barbacha ha visto muy poco crimen. Todavía hay un gobierno municipal en funcionamiento, lo que hace de Barbacha un modelo funcional de doble poder. Las asambleas democráticas inspiradas en los consejos tradicionales de las aldeas se crearon como un sistema de doble poder y coordinan protestas, recolección de basura, distribución de combustible, limpieza, programas de asistencia social y mantenimiento para las escuelas locales y los servicios públicos. El área ha sido elogiada por los anarquistas como un desarrollo positivo para la comunidad y destaca por su fuerte sentido de antiautoritarismo.